# Natalia Pouzyreff
Natalia Pouzyreff, née le 18 février 1961 à Limoges (Haute-Vienne), est une ingénieure et femme politique française. Membre de La République en marche, elle est députée de la sixième circonscription des Yvelines de 2017 à 2024.

## Carrière professionnelle
Ingénieure diplômée de l'École supérieure d'optique (promo 1986), Natalia Pouzyreff travaille pendant plus de 25 ans dans l'industrie aéronautique et de défense, au sein des groupes Thales (17 ans) puis Airbus (8 ans). Elle est présidente de la fédération des actionnaires salariés de Thales (FAST). Une partie de sa carrière se déroule à l'international : elle est déléguée générale d'Eurocopter en Chine de 2006 à 2009 et est nommée conseillère au commerce extérieur pour la France de 2007 à 2014. 
En 2017, elle obtient le CAPES de physique-chimie.

## Carrière politique

### Élections législatives de 2017
À la rentrée 2016, elle rejoint le mouvement En marche ! et participe à la campagne présidentielle d'Emmanuel Macron.
Le 11 mai 2017, elle est investie par La République en marche pour les élections législatives dans la sixième circonscription des Yvelines. Le 18 juin 2017, lors du second tour des élections législatives, elle devance le député sortant Pierre Morange (LR) avec 58,34 % des voix.

### Elections législatives de 2022
En mai 2022, elle est réinvestie par La République en marche pour la sixième circonscription des Yvelines. Le 19 juin 2022, au second tour des élections législatives, elle est largement réélue avec 64,52% des voix face à la candidate Mélinda Sauger (LFI NUPES).
En juillet 2019, à l'occasion de la remise en jeu des postes au sein de la majorité, elle se porte candidate à la présidence de la commission de la Défense nationale et des Forces armées.

## Prises de position

### Rodéos motorisés
En mai 2018, Natalia Pouzyreff est nommée rapporteure de la proposition de loi « renforçant la lutte contre les rodéos motorisés », adoptée à l'unanimité par les deux chambres du Parlement et promulguée en août 2018. Le texte crée le délit de rodéos motorisés. En mai 2021, elle est désignée rapporteure par la commission des Lois de l'Assemblée nationale, au côté du député Robin Reda (LR), pour une mission d'évaluation de la loi[source insuffisante].

### Ingérences étrangères
Avec la députée Marie Récalde, dans le cadre de leur mission sur la stratégie d'influence française, elles proposent la publication de certains éléments classifiés qui mettent en cause des États étrangers.

## Vie privée
Natalia Pouzyreff est mariée et mère de trois enfants.